# NGC 5628
NGC 5628 је елиптична галаксија у сазвежђу Волар која се налази на NGC листи објеката дубоког неба.
Деклинација објекта је + 17° 55' 30" а ректасцензија 14h 28m 25,7s. Привидна величина (магнитуда) објекта NGC 5628 износи 13,7 а фотографска магнитуда 14,7. NGC 5628 је још познат и под ознакама UGC 9278, MCG 3-37-19, CGCG 104-33, NPM1G +18.0412, PGC 51699.